# Buchsee
Der Buchsee ist ein See in der Gemeinde Wustrow im Landkreis Mecklenburgische Seenplatte. Der See im Neustrelitzer Kleinseenland hat eine Nord-Süd-Ausdehnung von etwa 230 Metern und eine West-Ost-Ausdehnung von etwa 490 Metern. Er grenzt im Süden und Westen an das Waldgebiet Canower Heide. Das Nordufer besitzt nur einen schmalen Waldstreifen. Das südliche Seeufer ist sehr steil und gipfelt in den Buchseeberg mit 90,8 m ü. NHN. Westlich des Sees liegt der Trünnensee und nördlich der Kleine See, zu denen er aber keine oberirdische Verbindung hat. Etwas nördlich des Sees verläuft die Bundesstraße 122.